# Jacob Duran
Jacob «Stitch» Duran (Merced, California; 29 de diciembre de 1951) es un cutman en peleas de boxeo y artes marciales mixtas.

## Biografía
Duran nació en Merced, California, hijo de Maria Inez y Benjamin Tamayo Duran. Duran sirvió en las Fuerzas Aéreas del Ejército de los Estados Unidos entre 1972-1976. Conoció el kickboxing durante su estancia en Tailandia en 1974, tras lo cual abriría una escuela de kickboxing en Fairfield. En 1995 se desplazó a Las Vegas y consiguió trabajo como curador de cortes profesional (o cutman). Su experiencia en el ejército le hizo asentarse después en el mundo de las artes marciales mixtas.
Su apodo de Stitch se lo puso uno de sus alumnos en la escuela que él dirigía de kickboxing.

## Equipo de trabajo
Jacob Duran suele trabajar permanentemente con vendas, aunque también emplea otros objetos médicos como pulverizadores y cintas adhesivas. Otros complementos suelen ser las muñequeras y la vaselina. En otras ocasiones, Duran suele utilizar cloruro de adrenalina en las partes más afectadas del rostro, esto «constriñe los vasos sanguíneos», según un artículo del periodista Alastair Good del diario The Daily Telegraph, y solución hemostática, que sirve básicamente para detener el sangrado.

## Qwick-AID
Uno de los objetivos principales de Duran es minimizar los riesgos físicos de los luchadores. Es por esa razón que la empresa estadounidense Qwick-AID se ha asociado con Jacob Duran, en la implementación de un tipo especial de vendaje hemostático de la más alta calidad en los combates. Según un informe periodístico alojado en la web de Yahoo!, Linda Eastwood, funcionaria de Qwick-AID, argumentaba que trabajar conjuntamente con Duran ha sido un logro:

«Él representa lo mejor de lo mejor en su campo. Él es como un padre para todos sus combatientes (...) Es una combinación perfecta. Estamos comprometidos a entregar resultados excepcionales (...)».

Qwick-AID ha trabajado para Duran en varias ocasiones.

## Estatus

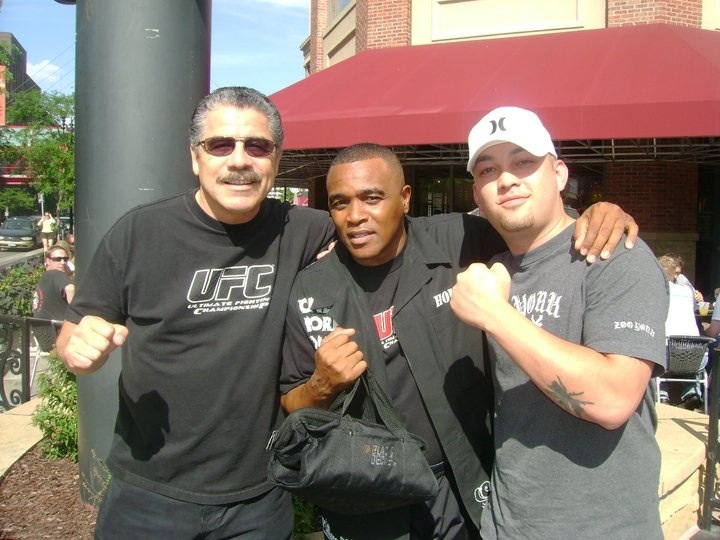
Jacob Duran junto al peleador de MMA Chris Kelly.

En el boxeo, Duran trabaja con los hermanos Klitschko (Wladimir y Vitali Klitschko) y Andre Ward. En el Ultimate Fighting Championship (UFC), Duran fue asignado en la mayoría de los enfrentamientos. Actualmente es conocido como uno de los mejores cutman del mundo, principalmente por su desempeño en la Ultimate Fighting Championship.
Conocido en el medio por el apodo Stitch o Punto de sutura en castellano, ha trabajado con reconocidos exponentes de las artes marciales mixtas como Kenny Florian, Brock Lesnar, Chuck Liddell y Forrest Griffin, entre otros, estos dos últimos ingresados al Salón de la Fama. También fue responsable de vendar y curar a Mike Tyson en una ocasión. Diversos medios deportivos y periodísticos lo consideran «el mejor cutman del planeta». Personalidades de las artes marciales mixtas y actores como Bruce Buffer, Randy Couture y Josh Barnett le definen como un «icono» y una persona influyente.
Debido a su notable reconocimiento en el medio, Jacob Duran ha aparecido en diversos artículos de revistas especializadas como ESPN Magazine o FIGHT! Magazine, entre otras. También se escribió un libro sobre la vida de Duran: From the Fields to the Garden: The Life of Stitch Duran, donde se describe su infancia y sus mayores logros.

### Stitch Premium
Jacob sacó su propia línea de vendajes, que utiliza para cubrir las manos de los combatientes en cada combate.

## Filmografía
| Año  | Película/serie       | Personaje              |
| ---- | -------------------- | ---------------------- |
| 1999 | Play it to the bone  | Cutman de Vince        |
| 2004 | The Next Great Cham  | Él mismo               |
| 2006 | Rocky Balboa         | Cutman de Mason Dixon  |
| 2009 | Inside MMA           | Él mismo               |
| 2010 | The Ultimate Fighter | Él mismo               |
| 2011 | Mexican Fighter      | Él mismo               |
| 2012 | UFC Ultimate Insider | Él mismo               |
| 2012 | Here Comes the Boom  | Él mismo               |
| 2015 | Creed                | Cutman de Adonis Creed |
| 2018 | Creed 2              | Cutman de Adonis Creed |